# Ллойд, Грэм
Грэм Джон Ллойд (англ. Graeme John Lloyd, 9 апреля 1967, Джелонг) — австралийский бейсболист, играл на позиции питчера. Выступал в Главной лиге бейсбола с 1993 по 2003 год. Двукратный победитель Мировой серии в составе «Нью-Йорк Янкис». Первый австралиец, ставший победителем Мировой серии. После завершения игровой карьеры работал тренером питчеров в команде «Перт Хит». С 2019 года занимает пост главного тренера команды Австралийской бейсбольной лиги «Джелонг-Корея».
Серебряный призёр Олимпийских игр 2004 года в составе национальной сборной Австралии. В 2009, 2013 и 2017 годах входил в состав тренерского штаба сборной Австралии на игры Мировой бейсбольной классики.
Обладатель Награды Тони Конильяро 2001 года. В 2013 году был избран в Зал спортивной славы Австралии.

## Биография

### Ранние годы
Грэм Джон Ллойд родился 9 апреля 1967 года в Джелонге в в штате Виктория. Один из четырёх детей в семье фермера Ноэла Ллойда и его супруги Полин. Во время учёбы в школе он также играл в крикет и австралийский футбол, но в итоге остановился на бейсболе, с которым Ллойд познакомился в возрасте десяти лет. Он играл за любительские команды из Эссендона и Саншайна. В 1987 году в возрасте девятнадцати лет Ллойд в составе команды штата Виктория дебютировал в играх Клакстон Шилд, главного австралийского бейсбольного турнира того времени. В январе 1988 года Ллойд в статусе свободного агента подписал контракт с клубом «Торонто Блю Джейс».

### Младшие лиги (1988—1992)
В 1988 году Ллойд впервые вышел на поле в США. После успешного первого сезона в составе «Миртл-Бич Блю Джейс», в 1989 году он смог сыграть только три матча, получив травму локтя. Сезон 1990 года он провёл в составе «Миртл-Бич», сыграв в девятнадцати матчах с пятью победами и двумя поражениями при пропускаемости 2,72. В девяти проведённых матчах он одержал шесть побед при одном поражении.
Перед стартом сезона 1991 года Ллойд был переведён на следующий уровень фарм-системы. Он провёл 52 игры за «Данидин Блю Джейс», выступая в роли клоузера, и сделал 24 сейва, побив клубный рекорд. В 1992 году его перевели в состав клуба «Ноксвилл Блю Джейс». В чемпионате Южной лиги он сделал четырнадцать сейвов. Седьмого декабря 1992 года во время драфта по правилу №5 Ллойд был выбран клубом «Филадельфия Филлис», а на следующий день его обменяли в «Милуоки Брюэрс» на Джона Трислера.
Межсезонья в этот период своей карьеры Ллойд проводил в Австралии, где играл в составе клубов «Мельбурн Монаркс» и «Перт Хит». В сезоне 1990/91 годов вместе с «Хит» он выиграл чемпионат Австралийской бейсбольной лиги и был признан Игроком года.

### Главная лига бейсбола

#### «Милуоки Брюэрс»
Весной 1993 года Ллойд хорошо проявил себя на предсезонных сборах и пробился в состав «Брюэрс», миновав уровень AAA-лиги. Одиннадцатого апреля он дебютировал в Главной лиге бейсбола, выйдя на замену в седьмом иннинге матча против «Окленда». Четырнадцатого апреля Ллойд вместе с Дэйвом Нильссоном составил первую в истории лиги батарею, тандем питчера и кэтчера. Всего в своём первом сезоне он принял участие в 55 играх, одержав три победы при четырёх поражениях с показателем пропускаемости 2,83
В 1994 и 1995 годах Ллойд провёл в составе «Милуоки» 76 игр с двумя победами и восемью поражениями при пропускаемости 4,90. Первый из этих сезонов был сокращён из-за забастовки игроков, по ходу второго он получил травму руки и не играл с конца июля. Зимой 1995/96 года в Австралии он начал выступления за «Брисбен Бандитс». Играя реливером, Ллойд одержал две победы при двух поражениях и сделал три сейва. Его общий показатель пропускаемости за всё время выступлений в Австралийской лиге составил 2,34.

#### «Нью-Йорк Янкис»
В августе 1996 года «Брюэрс» обменяли Ллойда в «Нью-Йорк Янкис». Уже после заключения сделки выяснилось, что у игрока боли в локте, мешающие ему бросать кервбол, главную подачу в его арсенале, а в плечо была сделана инъекция кортизона. «Янкис» подали жалобу, а Ллойд смог сыграть всего 5 2/3 иннинга с пропускаемостью 17,47. Тем не менее, тренерский штаб команды включил его в состав на плей-офф.
Ллойд оправдал доверие главного тренера «Янкис» Джо Торри. В Дивизионной и Чемпионской сериях против «Техаса» и «Балтимора» он пропустил всего один хит, выведя из игры восемь отбивающих. Победную Мировую серию с «Атлантой» Ллойд завершил с показателем пропускаемости 0,00, одержав победу в четвёртом матче. Он стал первым австралийцем, выигравшим Мировую серию.
В ноябре 1996 года он перенёс операцию на локте. В последующие два года Ллойд был одним из самых полезных игроков буллпена «Янкис». Сезон 1998 года стал лучшим в его профессиональной карьере: в 50 матчах он одержал три победы при пропускаемости 1,67. В успешном для команды плей-офф Ллойд сыграл по одному матчу на каждом этапе.  В том же году он женился на Синди Ли Барак, с которой познакомился во время весенних сборов команды в Тампе.

#### «Торонто» и «Монреаль»
В феврале 1999 года Ллойд стал одним из трёх игроков, которых «Янкис» отправили в «Торонто Блю Джейс» в обмен на Роджера Клеменса. В новой команде он сыграл 74 матча, одержал пять побед при трёх поражениях с пропускаемостью 3,63, и сделал три сейва. После окончания чемпионата он отклонил предложение клуба об арбитражных слушаниях по контракту и получил статус свободного агента. В декабре 1999 года Ллойд подписал трёхлетний контракт на 9 млн долларов с «Монреалем».
Весной 2000 года Ллойд был включён в список травмированных, после того как ему диагностировали тендинит левого плеча. Позже он перенёс артроскопическую операцию. По прогнозам восстановление должно было занять три или четыре месяца, но на поле в этом году ему вернуться не удалось. Кроме проблем со здоровьем год принёс Ллойду и другие неприятности. Историк бейсбола Рори Костелло сравнил их с событиями, описанными в Книге Иова. В апреле в возрасте 26-ти лет умерла его жена, долгое время боровшаяся с болезнью Крона. В августе торнадо был разрушен дом Ллойда в Палм-Харборе.
Он вернулся на поле в 2001 году и сыграл за «Монреаль» в 84 матчах. Ллойд одержал рекордные для себя девять побед, потерпел пять поражений и сделал один сейв. По итогам года ему была присуждена Награда Тони Конильяро, вручаемая игрокам, продемонстрировавшим силу духа в борьбе с жизненными обстоятельствами.
В первой части сезона 2002 года Ллойд сделал рекордные для себя пять сейвов в 41 матче, но во время перерыва на Матч всех звёзд клуб, сокращавший платёжную ведомость, обменял его во «Флориду Марлинс». Не желавший обмена Ллойд пытался оспорить эту сделку, но его жалоба была отклонена. Он доиграл сезон в составе «Флориды» и получил статус свободного агента.

#### Заключительный этап карьеры
В январе 2003 года Ллойд подписал контракт игрока младшей лиги с клубом «Нью-Йорк Метс». Он сумел пробиться в основной состав команды и в первой части сезона принял участие в 36 матчах, одержав одну победу при двух поражениях с пропускаемостью 3,31. Летом неудачно выступавшие «Метс» начали обновление состава и Ллойд был обменян в «Канзас-Сити Роялс» на Джереми Хилла. Шестнадцать матчей в составе «Роялс» стали для него последними в Главной лиге бейсбола. В октябре он стал свободным агентом. Интерес к Ллойду проявлял клуб «Бостон Ред Сокс», но он не смог получить новую рабочую визу из-за исчерпания годовой квоты.
Лишившись возможности продолжить карьеру в составе «Ред Сокс», Ллойд смог принять участие в бейсбольном турнире летних Олимпийских игр 2004 года в Афинах. Он сыграл в трёх матчах предварительного раунда и провёл на поле один иннинг в финальном матче против сборной Кубы, став серебряным призёром турнира.

### Тренерская деятельность
В 2008 году Ллойд вернулся в «Перт Хит» на должность тренера питчеров. Команда выступала в турнире Клакстон Шилд, а в сезоне 2010/11 годов была возрождена Австралийская бейсбольная лига. «Хит» выиграли два её первых чемпионата. В октябре 2013 года Ллойд был включён в Зал спортивной славы Австралии. Его воспитанник Уорвик Сополд в 2016 году дебютировал в Главной лиге бейсбола. Ллойд входил в состав тренерского штаба сборной Австралии, принимавшей участие в играх Мировой бейсбольной классики в 2009, 2013 и 2017 годах, чемпионата мира по бейсболу в 2009 году.
В ноябре 2019 года Ллойд был назначен на пост главного тренера команды «Джелонг-Корея», выступающей в качестве фарм-клуба для нескольких команд Корейской бейсбольной лиги.